# نورا نی
نورا نی (لهستانی: Nora Ney؛ ‏ ۲۵ مهٔ ۱۹۰۶ – ۲۱ فوریهٔ ۲۰۰۳) بازیگر یهودی‌تبار اهل لهستان بود.
از فیلم‌ها یا برنامه‌های تلویزیونی که وی در آن نقش داشته‌است، می‌توان به دختر ژنرال پانکراتوف، دکتر مورک، عقاب کوچک و صدای صحرا اشاره کرد.